# 黔灵山站
黔灵山站，原名贵阳北站，是位于贵州省贵阳市云岩区的一个铁路车站，邮政编码550003。车站建于1965年，有川黔铁路经过该站，2010年停办客运业务，现仅办理货运业务，车站及其上下行区间均已电气化。车站距离重庆站458公里，隶属于成都铁路局贵阳南站，是三等站。